# Brachyloma daphnoides
Espèce
Classification phylogénétique
Brachyloma daphnoides est une espèce de plantes à fleurs de la famille des Ericaceae originaire de l'est de l'Australie (du Queensland au Victoria).
C'est un arbuste haut de 50 à 1,50 m aux feuilles rondes à elliptiques longues de 4 à 15 mm et aux petites fleurs crème axillaires.